# 29 Canis Majoris
29 Canis Majoris (29 CMa), indicata UW Canis Majoris (UW CMa) nella nomenclatura delle stelle variabili, è una stella variabile Beta Lyrae della costellazione del Cane Maggiore, la sua magnitudine apparente media è +4,88, magnitudine che però varia da +4,84 e +5,33 in un periodo di 4,39 giorni.
Dista circa 5000 anni luce dalla Terra e si trova poco distante dall'ammasso aperto NGC 2362, del quale probabilmente fa parte. 

## Osservazione
Si tratta di una stella situata nell'emisfero celeste australe; grazie alla sua posizione non fortemente australe, può essere osservata dalla gran parte delle regioni della Terra, sebbene gli osservatori dell'emisfero sud siano più avvantaggiati. Nei pressi dell'Antartide appare circumpolare, mentre resta sempre invisibile solo in prossimità del circolo polare artico. La sua magnitudine pari a 4,9 fa sì che possa essere scorta solo con un cielo sufficientemente libero dagli effetti dell'inquinamento luminoso.
Il periodo migliore per la sua osservazione nel cielo serale ricade nei mesi compresi fra dicembre e maggio; da entrambi gli emisferi il periodo di visibilità rimane indicativamente lo stesso, grazie alla posizione della stella non lontana dall'equatore celeste.

## Caratteristiche
In realtà 29 Canis Majoris è una binaria composta da due calde stelle supergiganti blu, di tipo spettrale O e di massa rispettivamente di 22 e 18 volte quella del Sole.
Le variabili Beta Lyrae sono stelle a stretto contatto tra loro, dove è probabile che esista un trasferimento di massa da una componente all'altra, e così avviene anche per 29 Canis Majoris. Il futuro della stella dipende anche da questa interazione tra le due componenti, e dall'eventuale massa persa da una delle due, stelle di questa massa solitamente passano in tempi brevi allo stato di variabile S Doradus, e a volte da questo stato si evolvono in stelle di Wolf-Rayet, per poi terminare la propria esistenza come supernove di tipo II. 